# Біскупиці (Краківський повіт)
Біскупиці (пол. Biskupice) — село в Польщі, у гміні Івановиці Краківського повіту Малопольського воєводства.
Населення — 375 осіб (2011).
У 1975-1998 роках село належало до Краківського воєводства.

## Демографія
Демографічна структура станом на 31 березня 2011 року:
|          | Загалом | Допрацездатний вік | Працездатний вік | Постпрацездатний вік |
| -------- | ------- | ------------------ | ---------------- | -------------------- |
| Чоловіки | 192     | 40                 | 137              | 15                   |
| Жінки    | 183     | 31                 | 106              | 46                   |
| Разом    | 375     | 71                 | 243              | 61                   |